# 쳉스토호바의 검은 성모

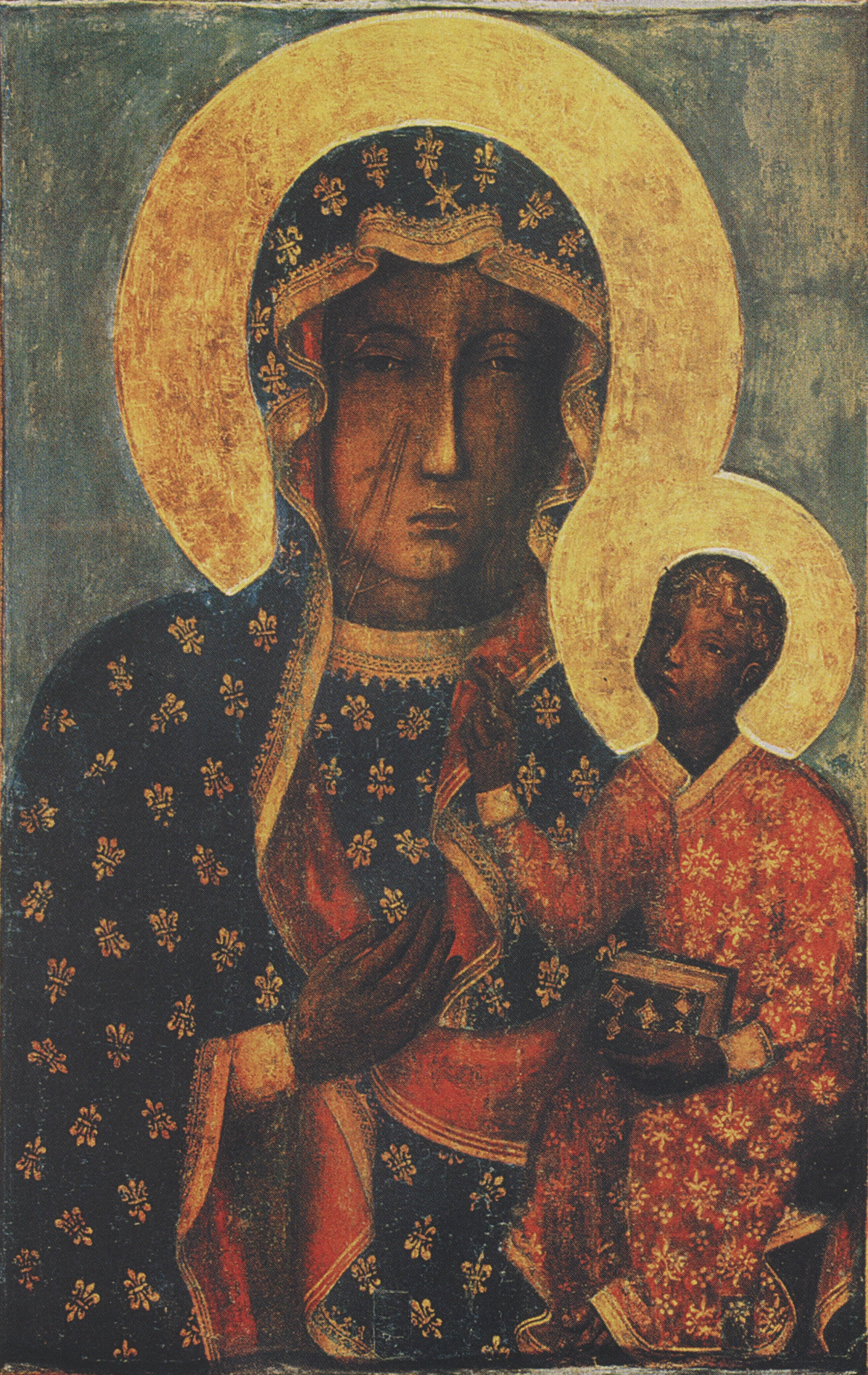
쳉스토호바의 검은 성모

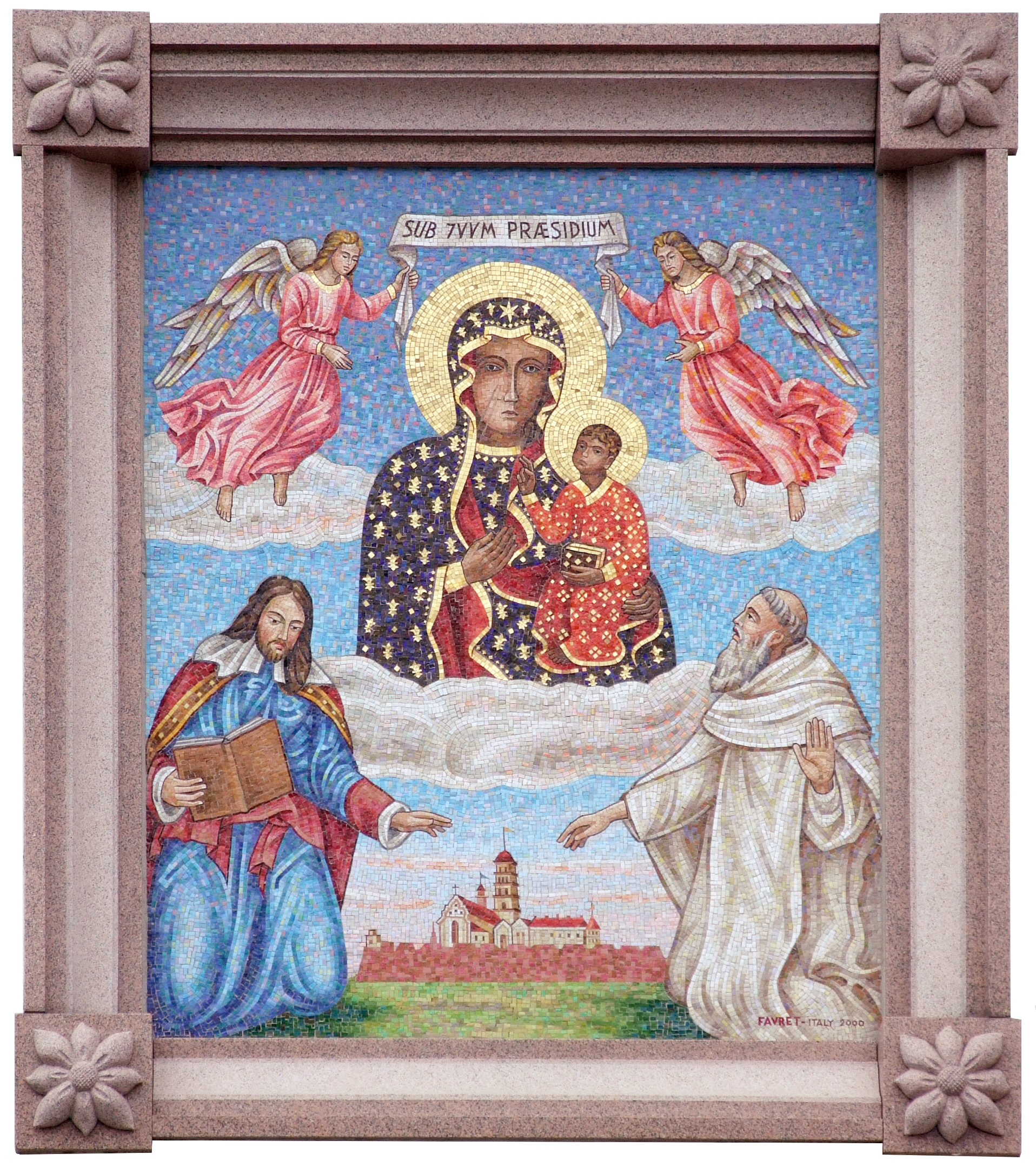
야스나고라의 검은 성모 모자이크화

쳉스토호바의 검은 성모(폴란드어: Czarna Madonna 또는 Matka Boska Częstochowska, 라틴어: Imago thaumaturga Beatae Virginis Mariae Immaculatae Conceptae, in Claro Monte)는 성모 마리아의 성화상으로, 폴란드에 있는 기독교 유물이자 국가 상징물 가운데 하나이다.

## 성화상
성화상의 유래와 제작 날짜에 대해서는 지금까지도 학자들 사이에서 의견이 분분하다. 본래의 성화상이 1430년에 후스파의 급습을 받아 크게 파손당한 사건을 당하고 나서 여기저기에 다시 색칠했기 때문에 성화상의 연대를 측정하는 데 난제가 되고 있다. 납화법에 대해 잘 몰랐던 중세의 복원가들은 손상 부분에 바른 물감을 발견함으로써 쉽게 문제를 해결할 수 있었다. 중세 연대기 작가인 리시니우스에 따르면, 복원가들은 원래의 그림을 지우는 것으로 문제를 해결했다고 한다. 그들의 해결책은 성가정의 집에 있던 탁자로 만들었다는 전설 때문에 성스러운 것으로 여겨졌던 최초의 캔버스 위에 물감을 새로 칠하는 방식이었다고 한다. 이 그림은 동방 정교회의 성화상에서 잘 알려진 전통적인 구도를 보여주고 있다. 이 성화는 호데게트리아(길을 가리키는 인도자라는 뜻)로서의 성모 마리아의 모습을 보여주고 있다. 그림 속에서 마리아는 오른손으로 구원의 원천인 아기 예수를 가리키는 손짓을 함으로써 자신을 향한 시선을 돌려 아기 예수를 주목하도록 하였다. 마리아의 품에 안긴 아기 예수는 왼손으로 복음서를 들고 있고, 오른손은 앞을 향해 뻗은 자세를 취하고 있다. 마리아는 백합 문장이 있는 겉옷을 입고 있다.

## 역사
비록 쳉스토호바의 성모상이 600년 이상 폴란드와 친숙한 관계를 맺고 있지만, 폴란드에 도착하기 이전의 내력에 대해서는 셀 수 없이 많은 전설로 덮여 있다. 성화상의 기원에 대해서는, 성 루카가 성가정의 집에서 예수가 직접 만든 키프로스제 탁자 위에다 성모 마리아의 초상화를 그렸는데, 그때 마리아가 예수에 대해 이야기하는 것을 주의 깊게 들었으며, 그때 들은 내용을 나중에 루카 복음서에 기록하였다는 이야기가 전해 내려오고 있다.
야스나고라에서 가장 오래된 문서 가운데 하나에 따르면, 성화상은 4세기에 성녀 헬레나가 예루살렘에서 발견했다고 한다. 이후 성화상은 콘스탄티노폴리스, 벨즈를 거쳐 최종적으로 1382년 8월 오폴레 공작 부아디수아프 오폴츠치크에 의해 쳉스토호바에 도달했다고 한다. 17세기에 성화상은 기적을 일으켜 야스나고라(“밝은 언덕”이라는 뜻)의 수도원을 스웨덴의 침략으로부터 구해 주었다고 믿어오고 있다. 실제로도 대홍수 시대에 전쟁의 양상이 폴란드에 유리한 쪽으로 바뀌었다. 그다음 해인 1656년 4월 1일 국왕 얀 카지미에슈는 르보브 대성당에서 쳉스토호바의 검은 성모를 폴란드의 여왕으로 선포하는 의식을 치렀다.
쳉스토호바의 검은 성모에 관한 또 다른 전설로는 성화상을 보관하고 있던 성당을 화재의 위험으로부터 구해냈다는 것이다. 그러나 불길에 그을려 성모의 얼굴과 손 색깔이 거무스름하게 변하고 말았다. 성모의 뺨에 생긴 두 줄의 상처에 관한 전설도 있다. 1430년에 후스파가 성 바오로회 수도원을 습격하여 수도원 안에 있던 성물들을 약탈하였는데, 도난품 가운데는 검은 성모상도 있었다. 후스파는 훔친 성모상을 수레에 싣고 떠나려고 하였지만, 말들이 도통 움직이려 하지 않았다. 성모상 때문에 말들이 가지 않는다는 사실을 깨달은 그들은 성모의 초상화를 땅에다 내던져 버렸다. 그리고 후스파 일당의 한 명이 칼을 뽑아 초상화를 내리쳤으며, 성모의 얼굴에 두 줄의 큰 상처를 남겼다. 강도가 세 번째로 칼을 내리치려는 순간, 갑자기 땅에 쓰러져 고통으로 몸부림치다가 죽어버렸다. 그 후에 이 흉터를 없애려고 수많은 화가가 여러 번 시도하였으나, 그 상처들은 매번 다시 나타났다.
또 다른 전설에서는 강도가 초상화를 향해 두 번째로 칼을 내리친 순간, 성모 마리아의 얼굴에서 피가 흘러내렸다고 전해진다.
검은 성모상 덕분에 쳉스토호바는 폴란드에서 가장 인기 있는 순례 장소가 되었으며, 매년 폴란드의 수많은 가톨릭 신자들이 이곳을 방문하고 있다.

## 같이 보기
- 바르샤바 전투 (1920년)
- 야스나고라 수도원